# Powiat Krośnieński (Woiwodschaft Lebus)
Der Powiat Krośnieński ist ein Powiat (Kreis) in der polnischen Woiwodschaft Lebus mit der Kreisstadt Krosno Odrzańskie (Crossen an der Oder). Er liegt an der Grenze zu Deutschland und am Zusammenfluss von Bober, Lausitzer Neiße und Oder. Der Powiat hat eine Fläche von 1.390 km², auf der etwa 55.000 Einwohner leben.

## Gemeinden
Der Powiat Krośnieński umfasst eine Stadtgemeinde, eine Stadt-und-Land-Gemeinde, deren Hauptort das Stadtrecht besitzt, sowie fünf Landgemeinden:
Einwohnerzahlen vom 30. Juni 2008

### Stadtgemeinde
- Gubin (Guben) – 16.767

### Stadt-und-Land-Gemeinde
- Krosno Odrzańskie (Crossen an der Oder) – 18.458

### Landgemeinden
- Bobrowice (Bobersberg) – 3114
- Bytnica (Beutnitz) – 2601
- Dąbie (Gersdorf) – 5077
- Gubin – 7272
- Maszewo (Messow) – 2962